# Anyperodon leucogrammicus
Anyperodon leucogrammicus – gatunek ryby z rodziny strzępielowatych, jedyny przedstawiciel rodzaju Anyperodon Günther, 1859. Poławiana gospodarczo i w wędkarstwie.
Występowanie: Morze Czerwone, Ocean Indyjski i Ocean Spokojny, rafy koralowe na głębokościach 1–80 m p.p.m.

## Opis
Osiąga do 65 cm długości.